# スカイテラス南山

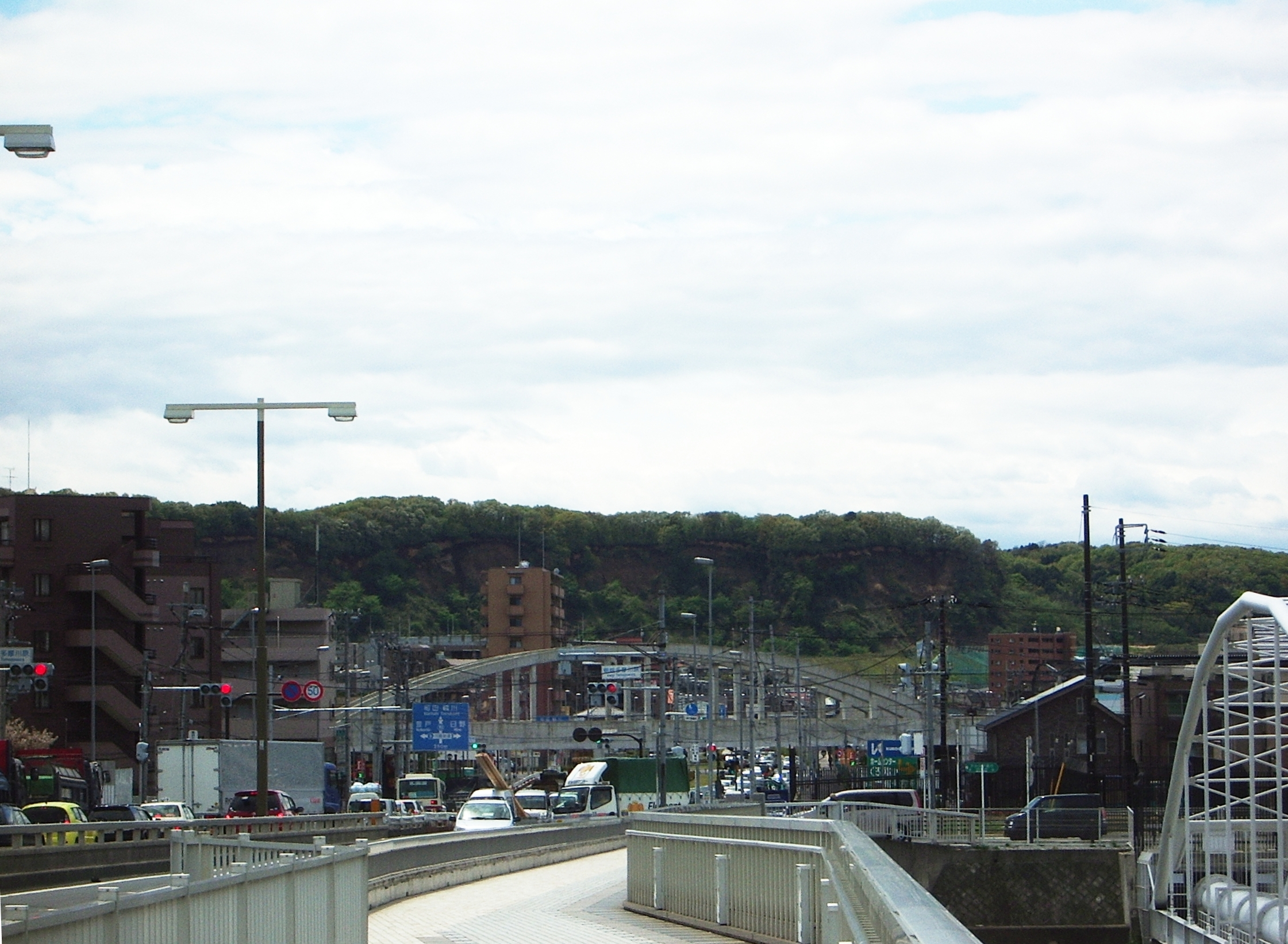
多摩川原橋から見た南山東部地区（2008年4月）

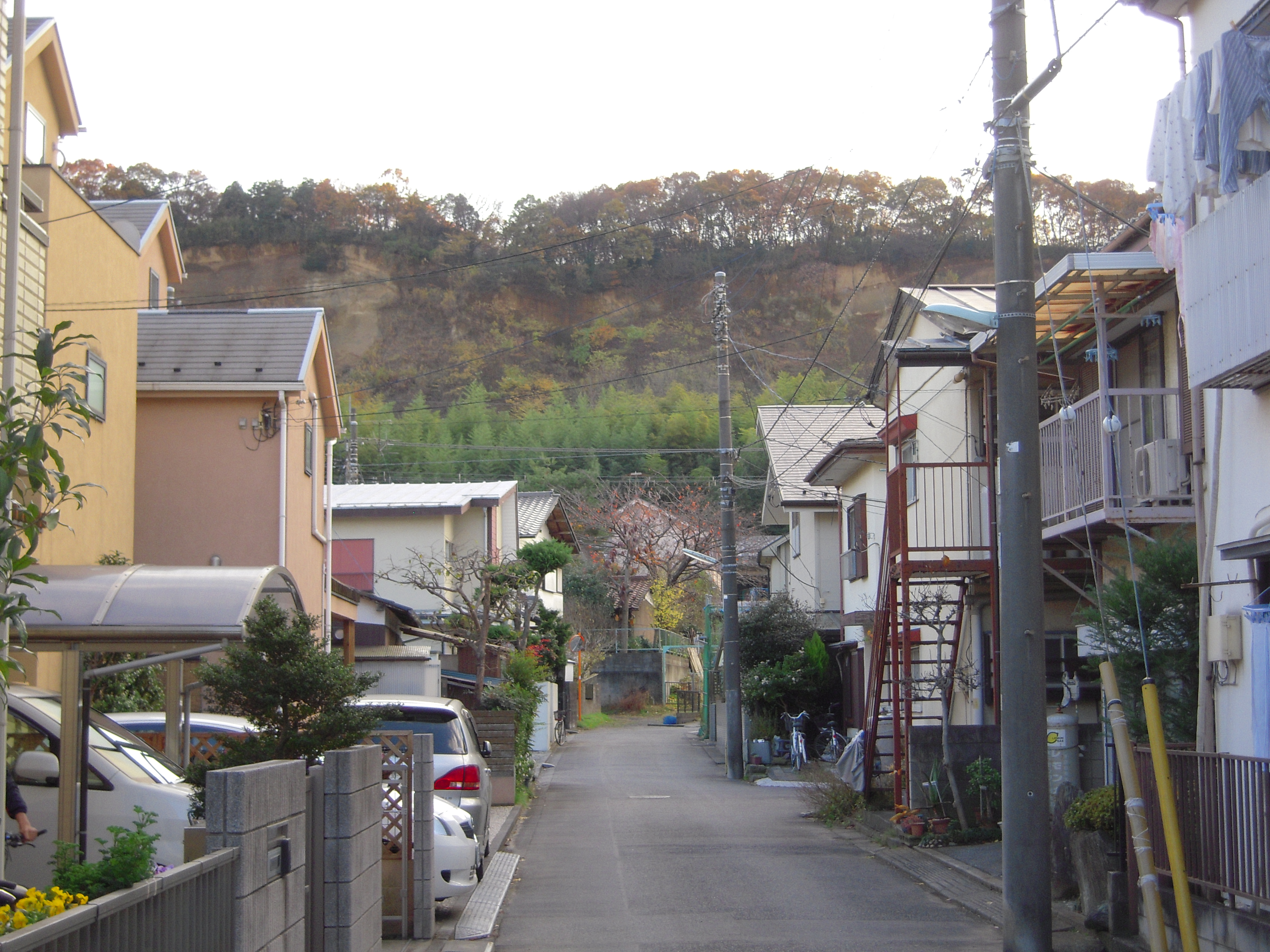
高度成長期に土砂採掘により生まれた崖地（2008年12月）

スカイテラス南山（スカイテラスみなみやま）とは、東京都稲城市にあるニュータウンである。市域南端にある丘陵地帯で地権者により実施されている民間の宅地開発事業「多摩都市計画事業稲城南山東部土地区画整理事業」によって開発されている。

## 概要
南山とはこの事業が行われている山林の通称で、その全域が私有地である。宅地開発が進んだ多摩丘陵の北部では珍しく、近年まで宅地化されずに残った里山の一つであるが、この土地区画整理事業により一部を除いて住宅地や霊園、商業施設、道路等になる。事業地区は「スカイテラス南山」と名付けられた。

## 南山地域の歴史

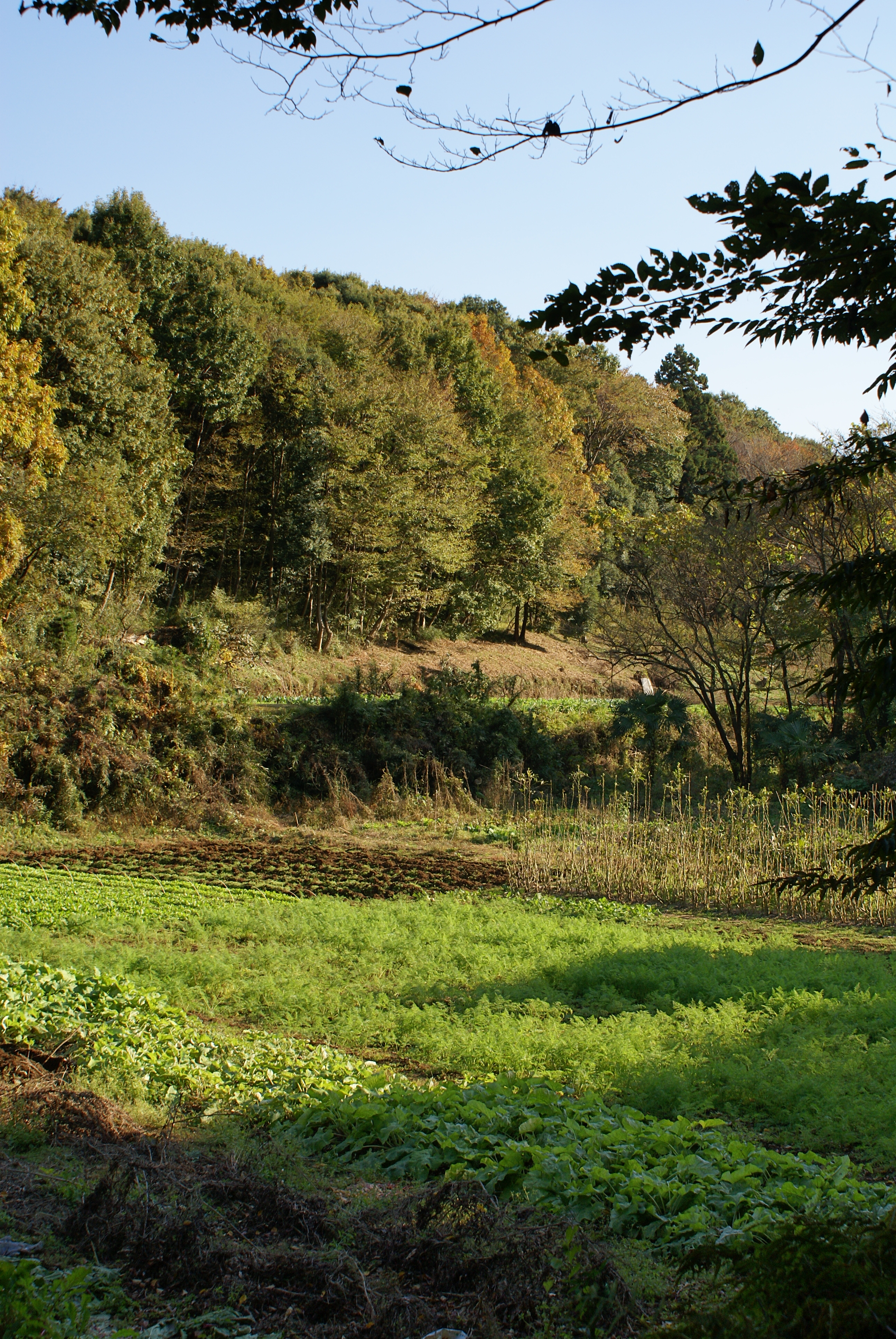
南山内部の農地と二次林

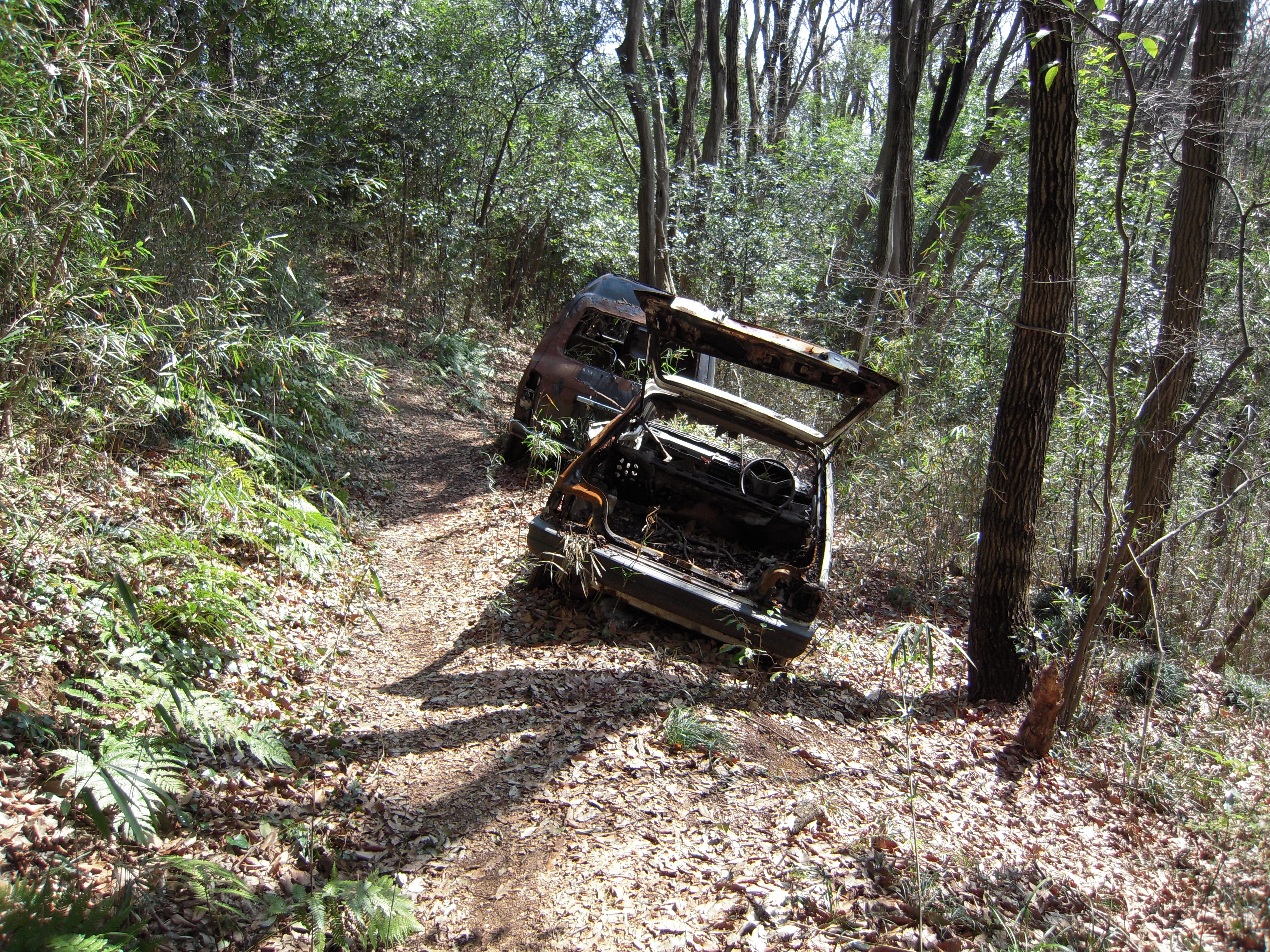
不法投棄された自動車（2009年3月）

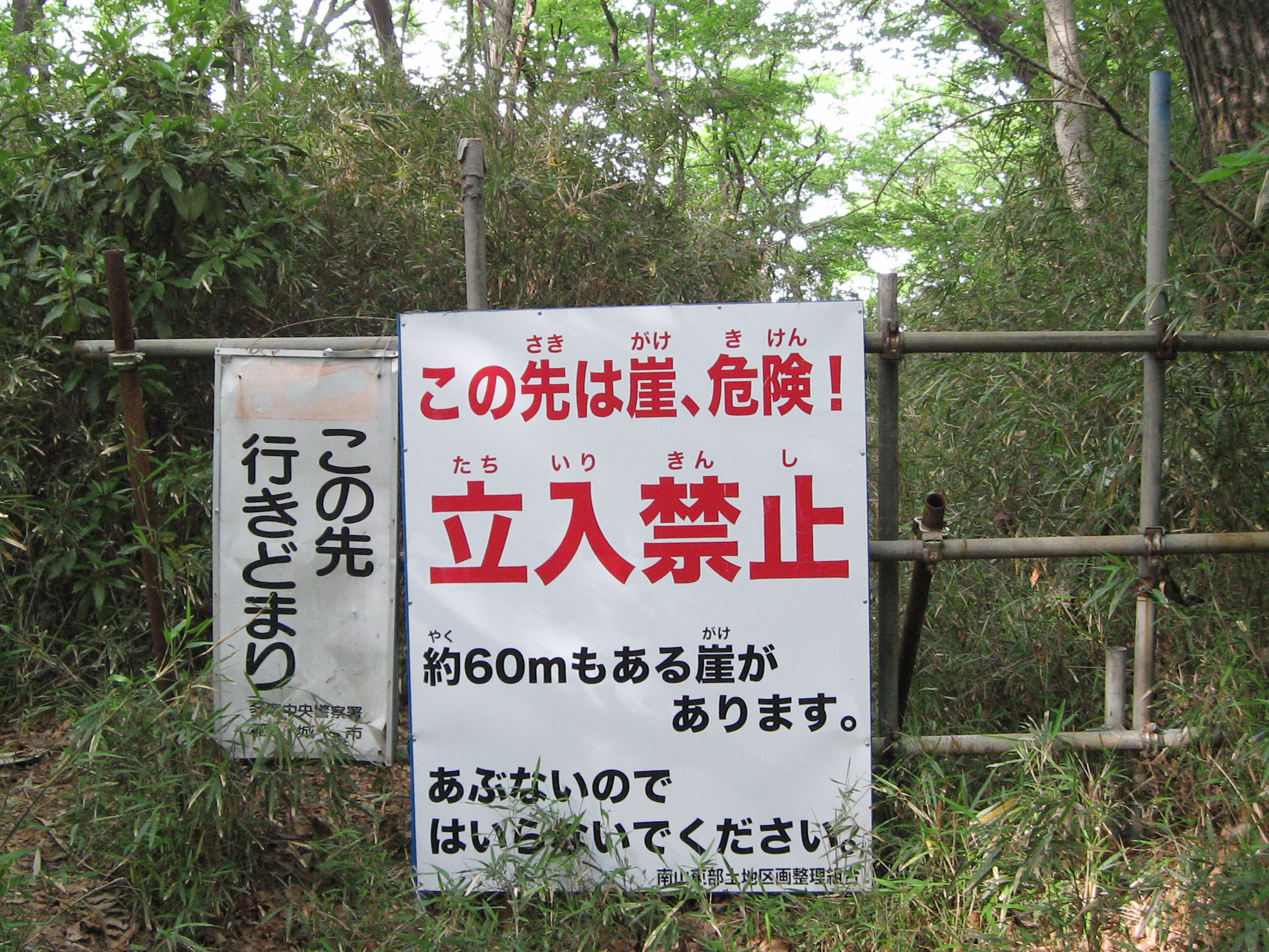
崖を知らせる看板（2009年5月）

施行地区の区域は稲城市大字矢野口・東長沼・百村にまたがる地域である。かつては里山として利用されており、江戸時代末期には禿げ山に近い状態であった。また戦中から戦後にかけては大半の木々が伐採され、農地として利用された。
その後、高度成長期には「稲城砂」と呼ばれる砂が建設資材としてこの丘陵地から大量に採取され、丘陵北部の地形が激変して抉れた崖地となった。また、そもそも急峻な地形の上に北向きの斜面である為、農地としてはあまり魅力的な場所ではなく、戦後の食糧難が落ち着くと南山の農地の多くは耕作放棄されて荒廃した二次林に覆われることとなり、粗大ゴミや自動車の不法投棄なども行われるようになった。
丘陵地南部は株式会社よみうりランドが所有することとなり、東京よみうりカントリークラブや多摩サーキット（ダートトライアル用のサーキット。現在は閉鎖されている）が建設された。一方、現在の稲城駅のある一帯は「亀山（きざん）」と呼ばれた尾根で、中世には「長沼城」という山城が築かれていた。亀山の先端は現在の稲城中央橋の辺りまで伸びていた。
その他、東部には日本山妙法寺やありがた山の石仏群、西部には妙見寺や同寺奥ノ院（北辰妙見尊）などの宗教施設も存在している。

## 区画整理事業の概要
以下は、スカイテラス南山「事業計画の概要（2024年4月現在）」、稲城市役所「稲城南山東部地区」等による。
- 名称：多摩都市計画事業稲城南山東部土地区画整理事業[注釈 4]
- 施行地区：稲城市大字百村及び東長沼、矢野口の各一部
- 地区名称：スカイテラス南山[1]
- 施行者：南山東部土地区画整理組合
- 設立認可日：2006年4月12日
- 事業計画変更認可日（1回目）：2008年9月29日
- 事業の施行期間：2006年4月12日から2029年3月31日
- 施行面積：874,585.62m2[注釈 5]
- 事業費：640億円
- 組合員数：351人（企業地主2社を含む[注釈 6]）
- 合算減歩率：68.62%
- 計画人口：7,600人（約2,550世帯）
- 都市計画施設（2006年6月23日都市計画決定）
  - 多摩都市計画道路3・4・12号読売ランド線（変更）
  - 多摩都市計画道路3・4・16号稲城南多摩線（変更）
  - 多摩都市計画道路7・4・5号東長沼矢野口線
- 都市計画施設（2018年3月9日都市計画決定）
  - 多摩都市計画道路7・5・6号南山街路1号線
  - 多摩都市計画道路7・5・7号南山街路2号線
  - 多摩都市計画公園第4・4・3号奥畑谷戸公園（変更）
  - 多摩都市計画公園第3・3・23号根方谷戸公園
  - 多摩都市計画公園第2・2・32号南山第1公園
  - 多摩都市計画公園第2・2・33号南山第2公園
  - 多摩都市計画緑地第10号南山第1緑地
  - 多摩都市計画緑地第11号南山第2緑地
  - 多摩都市計画緑地第12号南山第3緑地
  - 多摩都市計画緑地第13号南山第4緑地
  - 多摩都市計画緑地第14号南山第5緑地
  - 多摩都市計画緑地第15号南山第6緑地
  - 多摩都市計画緑地第16号南山第7緑地

## 事業の歴史
前述のように、高度成長期においては南山地域は緑地・農地としての魅力に乏しかった為に市街化区域に指定され、昭和40年代から宅地化に向けての議論が展開された。
1971年には当時の日本住宅公団が南山地区も多摩ニュータウンに含めることを検討したが、地権者らは住宅公団が建設した団地が「住宅公団が建てるのはアスファルトとコンクリだけ」「生活の中のまちづくりじゃない」として反発。「緑と住まいが混在」した戸建て中心の住宅街を理想とする地権者らによって、この計画は中止に追い込まれた。
その後はバブル経済の成立と崩壊など社会状況の激変が見られたが、2006年に土地区画整理組合の設立が認可され、宅地化の実作業が開始されることとなった。しかし、この事業に対しては市の内外に根強い反対論があり、計画が具体化した2001年以降、現在に至るまで様々な形での反対運動が展開されていた。

### 「南山の自然を守る会」による陳情
稲城はもともと山林と農地しか存在しない地域であった為に、南山地域の緑地・農地としての価値は以前は低かったが、多摩丘陵部における多摩ニュータウン向陽台地区・長峰地区・若葉台地区の建設や平地部における宅地のスプロール現象の結果、南山地域の緑地としての価値が相対的に上昇し、南山地域の宅地開発の是非を問う議論が巻き起こることとなった。
その嚆矢となったのは、「南山の自然を守る会」「稲城の自然と子どもを守る会」（代表者は同一人物であり、ウェブサイトも同一）による問題提起である。これらの団体は2001年4月25日の開発計画発表を受けて2001年7月12日にウェブサイトを開設。また地権者や市議会議員なども交えた「南山懇談会」を開催し、2001年8月には「南山東部地区における緑地保全に関する陳情」として7848筆の署名を稲城市議会に提出した。こうした動きの結果、地権者側は同会との話し合いに入った他、市民会議や市議会での議論も行われた。

### 「里山コモンズ案」の登場
この一連の議論の結果、当初は開発計画への反対の姿勢を見せていた「南山の自然を守る会」は姿勢を転換し、宅地開発と緑地保全を可能な限り両立させられる案を模索。2002年11月には都市設計家の萬羽敏郎の協力を得て4種類の設計図を発表して市民の意見を募った。
しかし地権者および市はA案からD案までの4つの市民案の実現は困難との認識を示した為、「南山の自然を守る会」は2004年5月に新たにE案と名付けられた設計図を「里山コモンズ案」として提示した。このE案では地権者側の案である奥畑谷戸地区を5ヘクタール弱の都市公園として残すという考え方に対し、奥畑谷戸地区から西を全て里山として保全して、区画整理事業の対象とならない南山西部地区の里山と一体化して保全するという考え方が示されていたが、最終的にはこのプランも地権者側には受け入れられず、結局、奥畑谷戸地区の西側の住宅地内に小規模な雑木林を「コモンズ」として可能な限り保全するという妥協案がまとまった。
こうして生まれた「里山コモンズ案」は現職の市長であった石川良一も応援するところとなり、2007年に行われた稲城市長選挙では石川良一（無所属）がコモンズ案の推進を公約に取り入れて、南山開発の中止を公約の一部で訴えた対抗候補の岡田隆郎（日本共産党推薦）を破り当選を果たした。この際には石川・岡田両候補が青年会議所主催の公開討論会に登場し、南山東部開発問題を巡って激論を戦わせた。

### 新たな反対運動の盛り上がり
一方、2005年には南山東部地区の宅地開発反対を掲げた新たな市民団体「稲城の里山と史蹟を守る会」が結成され、署名活動や勉強会などを活発に展開した。この動きについては日本共産党および稲城市議会の会派「市民自治を前進させる会」が支援に回った。また、この議論はマスコミも注目するところとなり、週刊現代、TBS噂の!東京マガジン、朝日新聞などが記事に取り上げた。南山東部開発反対運動は「南山問題市民連絡会」という形を取るようになり、2008年8月には市内外20000筆以上の署名を集めて市長に提出。市当局に南山東部開発支援の再考を迫った。これに対し市当局は、南山東部開発問題については既に議論の積み重ねがあること、私有地の区画整理であり組合設置も認可されている以上、市当局に出来ることは限られていることを理由に、開発容認方針の転換を拒否した。また区画整理組合側も、この署名と要望書においては「南山の自然を守る会」との対話プロセスが無視されているとして、計画の再考を拒否した。
組合は2008年9月29日に市議との意見交換会を実施したが、日本共産党や「市民自治を前進させる会」はこの意見交換会の案内文の文言が気に入らないとして出席を拒否した。
反対運動はその後も続けられ、2009年2月28日には稲城市内の一農家が主宰する「稲城里山元気塾」が「東京都稲城市のタヌキの暮らす多摩丘陵（南山）開発事業見直しを求める署名」と題された電子署名活動を開始。また同じ頃にスタジオジブリの高畑勲が現地を視察し、3月にテレビ朝日系の「スーパーモーニング」に出演して、南山東部地区区画整理事業への批判を展開した。この頃から南山は高畑が監督したアニメ映画「平成狸合戦ぽんぽこ」の舞台であるとの主張が、反対運動に取り組む人々によってなされるようになった。
同じく2009年3月には「南山問題市民連絡会」が市内外25000筆強の署名を集めて市議会宛に「稲城の宝－南山の自然を未来の子供たちに残すための請願」を提出。この請願は建設環境委員会で審査されたが、請願推薦会派から継続審議の動議が出され、結論が先延ばしとなった。共産党・「市民自治を前進させる会」、冨永順次郎など事業に反対する市議は3月27日に2009年度予算案の中に含まれる事業への補助金の支出を凍結する動議も提出したが、否決されている。
4月には週刊誌『SPA!』が「東京ドーム19個分 東京最大の“里山破壊”計画を許すな！」と題して4ページに渡る同事業への批判記事を掲載している。また5月には環境活動家のポール・コールマンが反対運動に加わり、この区画整理が東京のオリンピック招致の障害になると主張。石原慎太郎都知事との間に論争が勃発した。

### 第1期工事着工

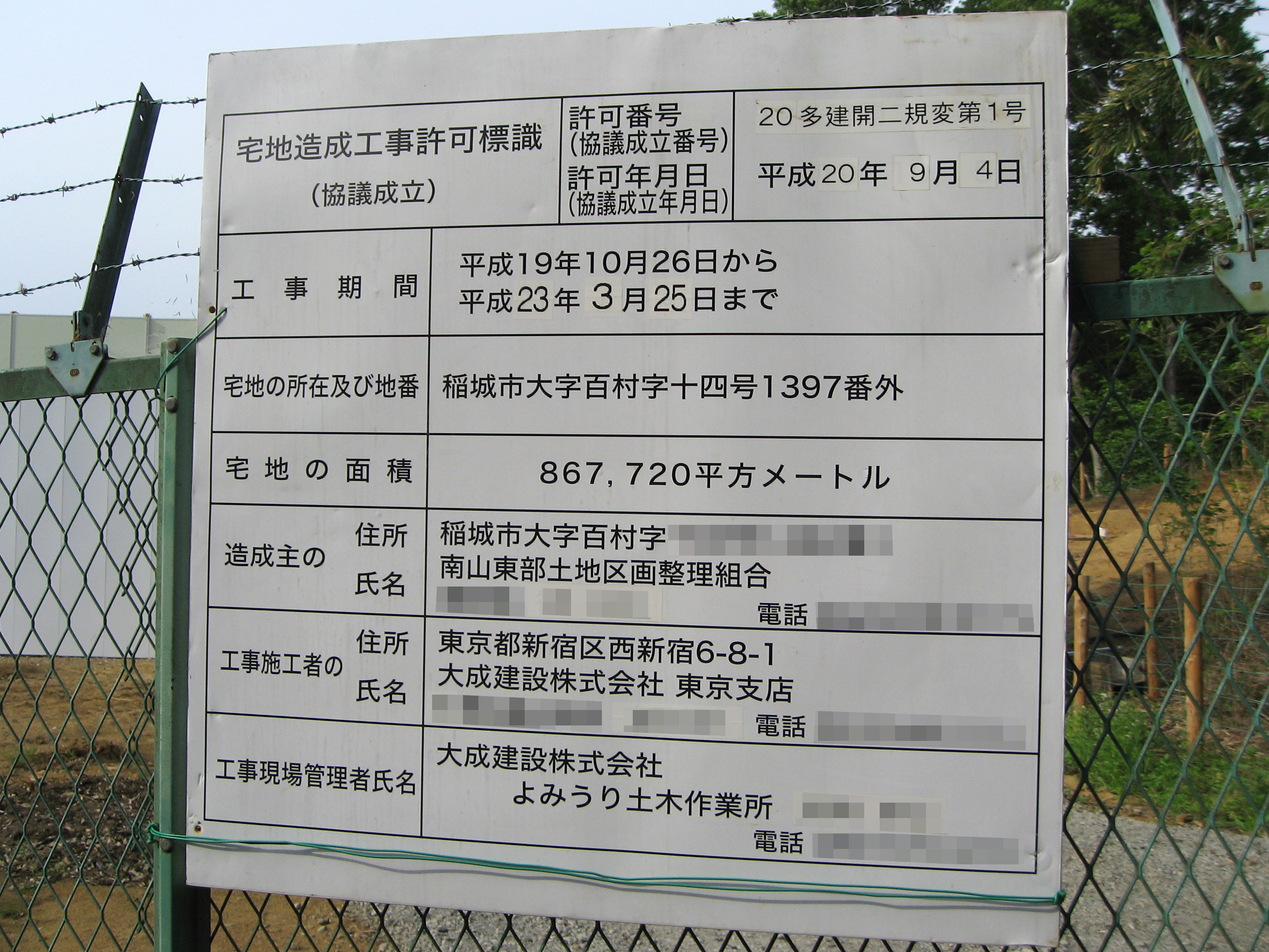
南山東部地区の宅地造成工事許可標識（2009年5月）

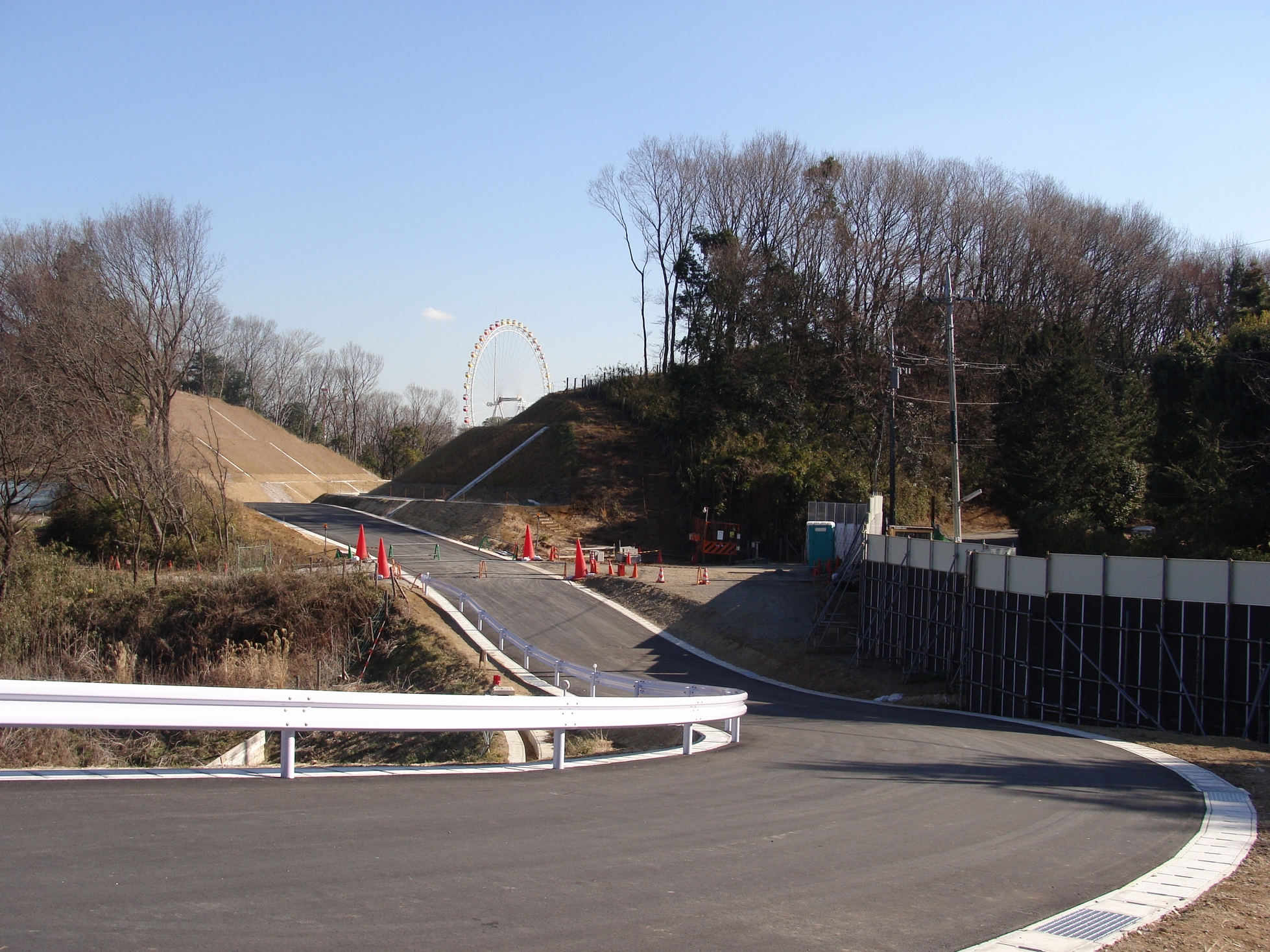
開発中の南山（2011年1月）

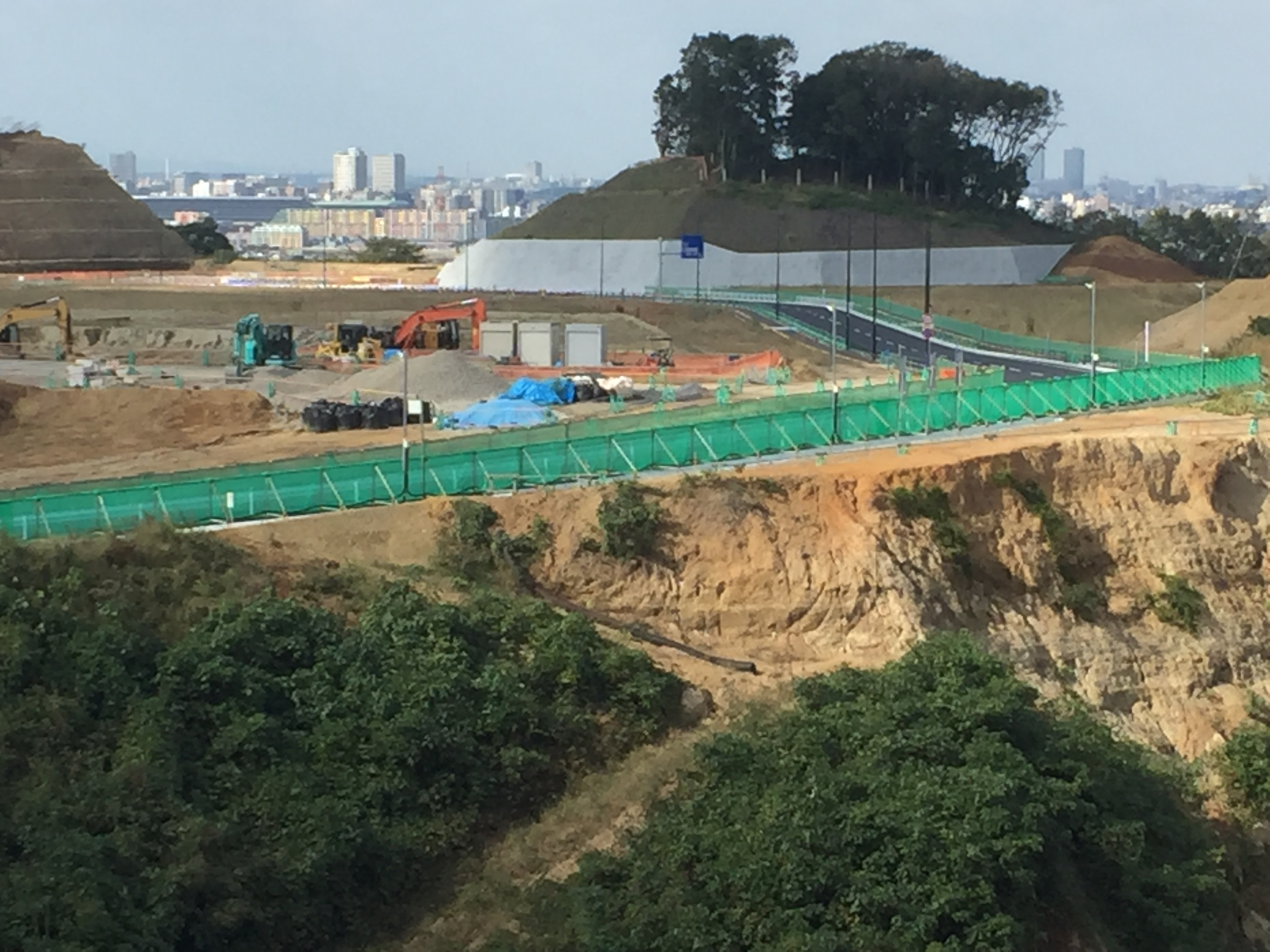
開発中の南山（2021年10月）、ありがた山付近の遠景

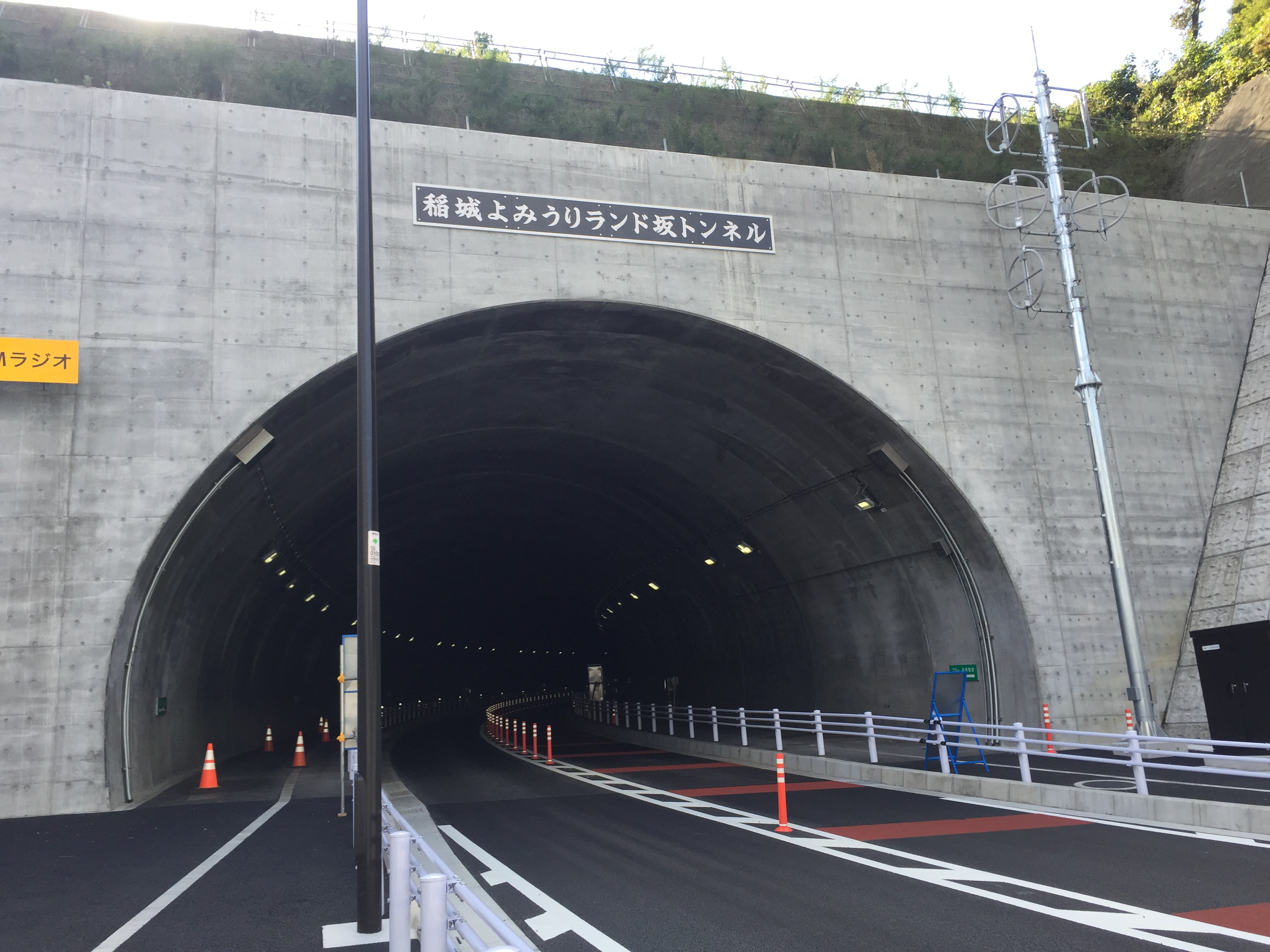
2021年9月に開通した稲城よみうりランド坂トンネル。多摩都市計画道路3・4・12号読売ランド線の一部分であり、都道124号稲城読売ランド前停車場線はこのトンネルから南山地区を大回りするルートに変更された。

2009年5月10日には起工式が行われ、衆議院議員の伊藤達也（自民党）、都議の小磯明（自民党）と原田恭子（生活者ネットワーク）、石川市長、前述反対3会派を除く市議らが出席した。5月29日に行われた石原慎太郎都知事の定例記者会見では、事業への都税投入の妥当性についての質問も出たが、石原は崖地の危険性や住民の合意形成プロセスが存在しているとして、事業への支持を表明した。また6月22日には稲城市議会建設環境委員会で「南山問題市民連絡会」提出の請願の不採択が決定し、続く本会議でもこの請願は不採択となった。この陳情の採択に賛成したのは日本共産党、市民自治を前進させる会、チェンジ21の3会派議員である。
一方、対立を収拾しようという動きも始まり、6月29日には市民による対案の内容を検討するワークショップが開催され、事業組合側の都市計画プランナーや稲城市の担当課職員も議論に参加した。しかし藤原愛子・荒井健ら反対派市議と「南山問題市民連絡会」はワークショップ主宰者の立場が稲城市や組合寄りであると主張してワークショップへの参加を拒否した。

### 都議会への陳情
2009年9月7日には東京都議会に「稲城・南山「縄文・古代・オオタカの森、ありがた山緑地」を実現することに関する陳情」が提出され、都市整備委員会に付託された。この陳情は11月27日に審査され、12月16日に不採択が議決された。

### 反対運動の失速
市議会・都議会を舞台とした各種の活動が全て頓挫した結果、反対運動グループのうち「南山問題市民連絡会」は区画整理事業阻止を断念し、区画整理事業の中で遊歩道整備や盛土計画の見直しなど6つの項目を組合側に要求するという路線変更を行った。

### 統一地方選での反対派大敗
2011年の統一地方選では、反対派市議の一人である藤原愛子が「変えよう稲城！ 市民の会」を結成して市長選に出馬。また反対運動の一つ「ちーむポンポコ」の中心メンバーである武田まさひとも同会から市議選に出馬したが、いずれも落選。反対派市議の藤井まさふみは同会から出馬して落選、同じく反対派市議の富永順次郎は市議引退となり、日本共産党を除く反対派市議の議席数は荒井健（当選7期）のみと、4から1へ激減。市政における反対運動の勢力減退は顕著なものとなった。

### TOKYO GIANTS TOWN構想
2016年10月24日、プロ野球球団で近隣のよみうりランド内に2軍・3軍の本拠地を置く読売巨人軍が当地区内に2軍の新球場を2023年3月末を目標に開設し、南山東部土地区画整理組合と土地売買予約契約を締結した。「TOKYO GIANTS TOWN」と称したこの計画は、新球場の他に商業施設も併設した都民の憩いの場を目指し、稲城市を始めたとした多摩地域の振興を図るという。

## 主な論点

### 区画整理事業についての議論
区画整理事業への補助金支出への批判
「稲城の里山と史蹟を守る会」は、民間事業である南山東部地区区画整理事業に稲城市が20億円の補助金を支出することは不適切であると批判している。これに対し、「南山の自然を守る会」は、区画整理事業の結果として現在はほぼ全て私有地である南山地域に道路や公園緑地の形で市有地が生まれることから、補助金による事業支援は妥当であるとの市の見解に異議は唱えていない。
環境アセスメントのやり直し要求
「稲城の里山と史蹟を守る会」は、平成13年に行われた環境アセスメントの後に工法に大きな変更があったことを理由として、環境アセスメントのやり直しの必要性を2009年2月に東京都環境局に訴えた。

### 区画整理事業の進め方についての議論
稲城駅周辺のダンプカー通過の是非
「稲城の里山と史蹟を守る会」は、工事に際し稲城駅周辺の道路をダンプカーが大量に通過することを問題視し、十分な住民への説明が事前に必要であるにもかかわらず、住民側の了解を得ないまま工事が開始されたとしている。
稲城砂層についての議論
開発地域の土壌は「稲城砂層」と呼ばれる非常に細かい砂であり、この砂は高度成長期に建設資材として大量に採掘されて崖地となっている。「稲城の里山と史蹟を守る会」はこの土壌および崖地について、「現状では崖地は安定していて危険は無いが、宅地を造成すると地震や大雨等で崩壊する可能性がある」との見解を示している。一方、稲城市都市建設部開発調整課は、南山の崖地は現状は非常に危険であるが、稲城砂層そのものは適切な工法での工事を行えば危険な土壌とは言えず、このことは同じ稲城砂層の上に造成された多摩ニュータウンの若葉台・長峰・向陽台地区で問題が発生していないことからも裏付けられるとの反論を行っている。
府中市の市営墓苑と仮換地の問題
南山東部地区には稲城市と府中市が共同で墓苑を設置し、同時に公営の葬儀場を建設する計画が存在したが（前出「Q&A」参照）、府中市では当時この墓苑の設置が正式決定されておらず、意志決定の時期は2009年7月以降になるとされていた。この稲城・府中両市の共同墓苑の予定地は日本山妙法寺に隣接する旧多摩サーキット跡地であるが、「稲城の里山と史蹟を守る会」は、府中市が正式決定する前にこの区域の造成工事が始められているのは問題だと主張していた。
また「稲城の里山と史蹟を守る会」は、区画整理事業完了後の土地所有の区分けを決める仮換地が地権者間で終わっていない段階で、造成工事が開始されていることも同様に問題であるとしていた。
なお、2012年5月1日に墓地等の設置並びに管理運営を共同して稲城・府中両市が「稲城・府中墓苑組合」を設立しており、墓苑は2015年9月に「公営稲城・府中メモリアルパーク」として、葬儀場も「南山ホール」（ただし火葬施設はなし）としてそれぞれ完成し、運用を開始している。

### 市民からの提案
南山東部地区区画整理事業については、市民から幾つかの提案が示されていた。
里山コモンズ
「南山の自然を守り育てる会」が提唱しているもので、新たに南山東部地区に造成される住宅地の中に「里山つき住宅」を設定し、居住者には宅地に加えて共有地を同時に購入してもらい、共有地部分は里山として保全するという考え方。現在は「拠点型」「分散型」の2種類のプランが検討されている。前者は地区内にある程度まとまった大きさの緑地を確保し、その所有権は地区内の居住者が分割して持つというものである。後者は地区内に一定のルールを設け、個々の宅地内に小規模な緑地を設定してそれらを繋げるという考え方である。
コモンズ案を取り入れた住宅地は、現在の計画では（仮称）奥畑谷戸公園の周囲に配置された「環境共生戸建住宅ゾーン」で実現されることになっている。また「拠点型」の里山コモンズは奥畑谷戸公園の西側にある0.5ヘクタール程度の土地を「南山の自然を守り育てる会」がトラスト地として購入することが予定されている。
石川良一市長は直近の選挙公約でこの案の支持を表明している。また事業組合と「南山の自然を守り育てる会」の間ではこの計画の推進で協力しあう旨の合意を示した協議書が交わされている。
この計画は2009年7月に市民主催のワークショップによって内容が検証され、計画が実現に向けて着実に進められている点が評価されたが、一方で「里山コモンズ」の管理制度や商品としての「里山コモンズ住宅」の練り込みなどが不足しているとの指摘もなされた。また9月開催のワークショップでは、現在の「南山の自然を守り育てる会」は「里山コモンズ住宅」を企画・プロデュースする能力を備えていないとの見解が示された。
南山スポーツ広場跡地以外の保全案
2009年6月に開催された「南山・何でも検証ワークショップ」で原型が発表されたもので、ワークショップでの議論を経て大幅に修正された案が同年7月に発表された。「崖地部分を造成して斜面をなだらかにする」「既存の工事用道路を転用して稲城駅とよみうりランドを繋ぐ」「多摩サーキット跡地は史蹟公園とする」などのアイデアが示されている。
南山縄文の森
「稲城の里山と史蹟を守る会」が提唱しているもので、南山東部地区を東京都と稲城市が南山東部地区を購入あるいは借用し、同じく都と稲城市の負担で縄文時代の遺跡を生かした遺跡公園を造営するという考え方。公園の管理については地権者による組合と市民ボランティアが自治体の委託を受けるという形を取る。しかし、地権者である事業組合との話し合いは一切行われていない。一方稲城市は、87ヘクタールの用地取得には250億円程度が必要であり、少なくとも稲城市にはその費用は賄えないとの立場を示している（前出「Q&A」参照）。

## 脅迫事件
上述のように、南山地区の区画整理問題に対する市当局の姿勢は基本的に開発容認であるが、2008年8月24日には稲城市長宛に殺害予告が記された電子メールが送信された。同年11月21日に、脅迫容疑で稲城市在住の会社員が書類送検された。

## 主な施設

### 複合施設
- TOKYO GIANTS TOWN

### 商業施設
- ヤオコー稲城南山店

### 住宅
- プラウドシーズン稲城南山
- プラウドシティ南山
- ファインコート稲城南山

### 公園
- 奥畑谷戸公園

### 教育機関
- 稲城市立南山小学校

### 霊園
- 公営 稲城・府中メモリアルパーク

### 医療機関
- 南山リハビリテーション病院

### 寺社
- 日本山妙法寺
- 妙覚寺

## 交通
鉄道
- 京王相模原線
  - 京王よみうりランド駅
  - 稲城駅

バス
- 小田急バス